# Béthencourt
Pour les articles homonymes, voir Béthencourt (homonymie).
Pour les articles ayant des titres homophones, voir Betancourt et Béthancourt.
Béthencourt est une commune française, située dans le département du Nord en région Hauts-de-France.
Ses habitants sont appelés les Béthencourtois.
Béthencourt est une petite commune rurale proche de la ville industrielle et textile de Caudry. Au XIXe siècle, le village partage son activité entre l'agriculture et le tissage à domicile. Sa population dépasse 1 500 habitants en 1876, mais diminue progressivement de moitié jusque dans les années 1990. Le déclin démographique semble aujourd'hui enrayé, et la commune, qui appartient à l'aire urbaine de Caudry, bénéficie de la proximité de cette ville et de son relatif dynamisme.

## Géographie

### Situation
Béthencourt est un petit bourg jouxtant Caudry, situé dans le sud du département du Nord, à 14 km à l'est de Cambrai, 26 km au sud de Valenciennes, 28 km au sud-ouest de la frontière franco-belge et 52 km de Mons, 41 km au sud-ouest de Maubeuge, 9 km au nord-ouest du Cateau-Cambrésis et 33 km au nord de Saint-Quentin
Il est desservi par l'ancienne route nationale 43 (actuelle RD 643) qui le relie notamment à Cambray et au Cateau-Cambrésis.

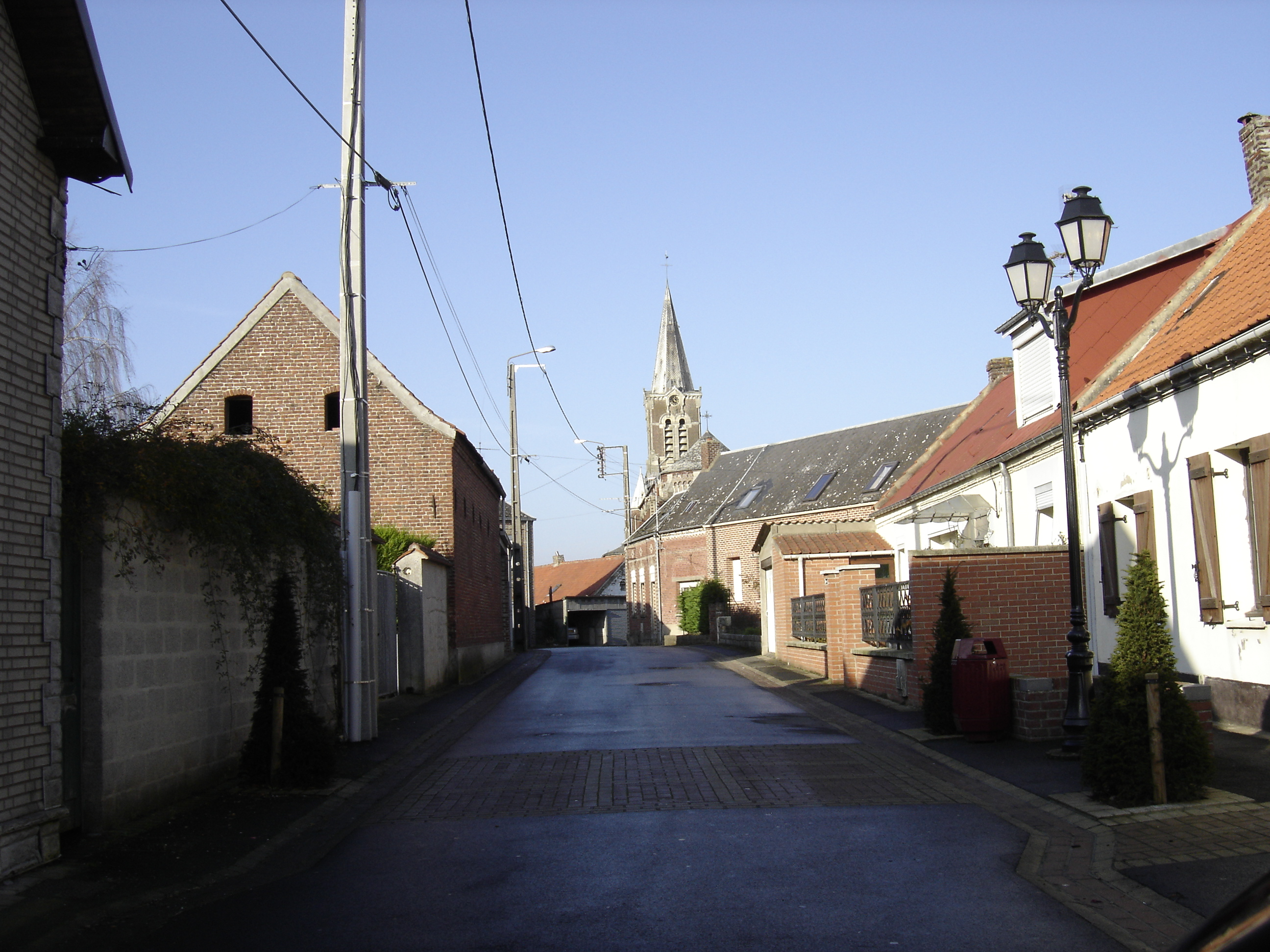
Le village.
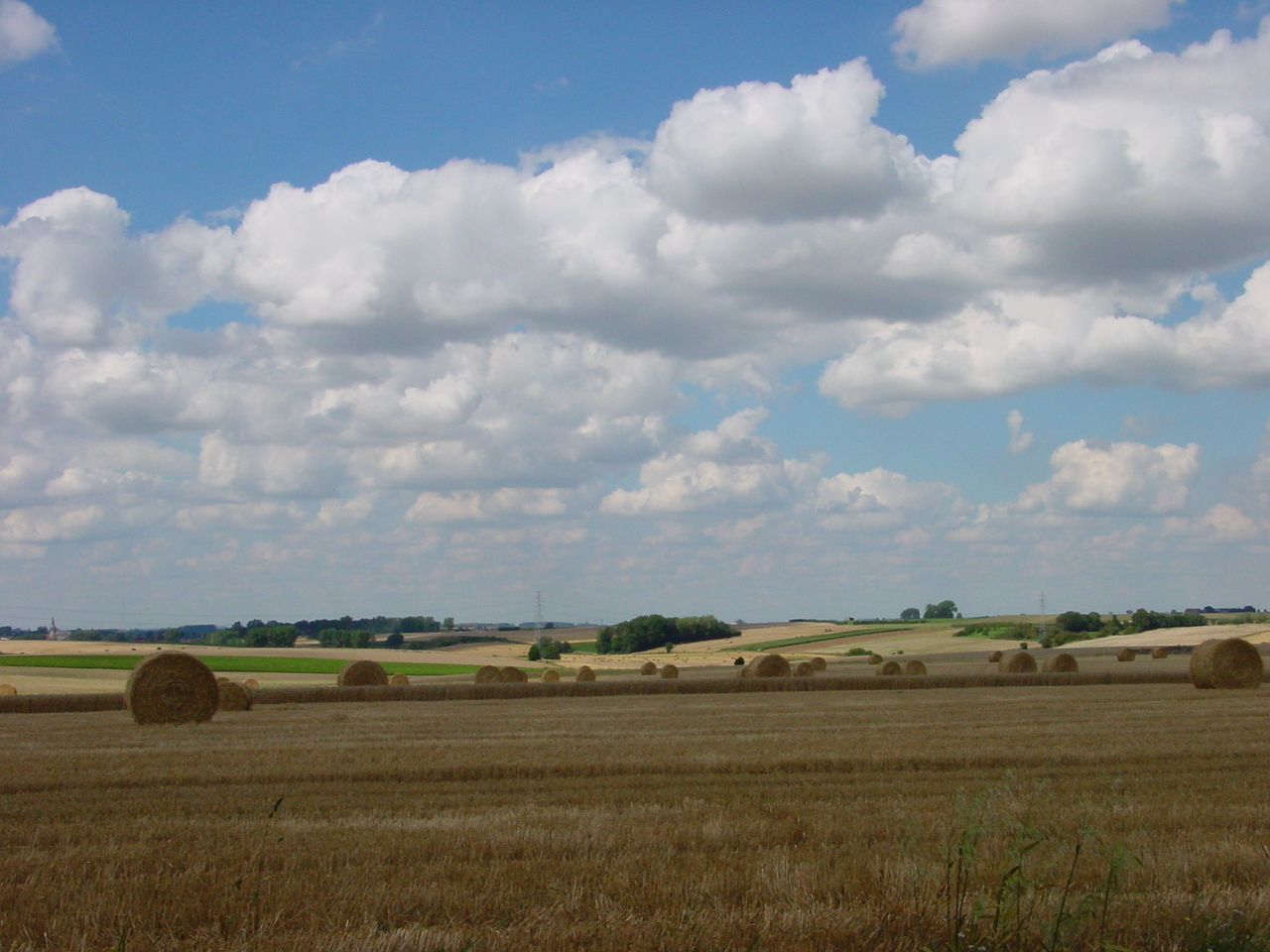
Paysage au nord de Béthencourt.

### Communes limitrophes
| Bévillers             | Quiévy      | Viesly                |
| Bévillers             | Béthencourt | Beaumont-en-Cambrésis |
| Beauvois-en-Cambrésis | Caudry      | Beaumont-en-Cambrésis |

### Géologie et relief
Le Cambrésis repose sur des couches de calcaire du Crétacé, elles-mêmes recouvertes de lœss et de limons accumulés par les vents, qui rendent le sol très fertile. C'est une terre à blé et à betteraves. Le paysage d'openfield domine la plus grande partie du pays.

### Hydrographie

#### Réseau hydrographique
La commune est située dans le bassin Artois-Picardie. Elle est drainée par l'Erclin et la Quiévy,,.
L'Erclin forme la limite est de la commune avec celle de Viesly, et en partie, le long du bois de Clermont, avec celle de Beaumont. D'une longueur de 34 km, il prend sa source dans la commune de Maurois et se jette  dans l'Escaut canalisée à Thun-Saint-Martin en rive droite, après avoir traversé 16 communes.

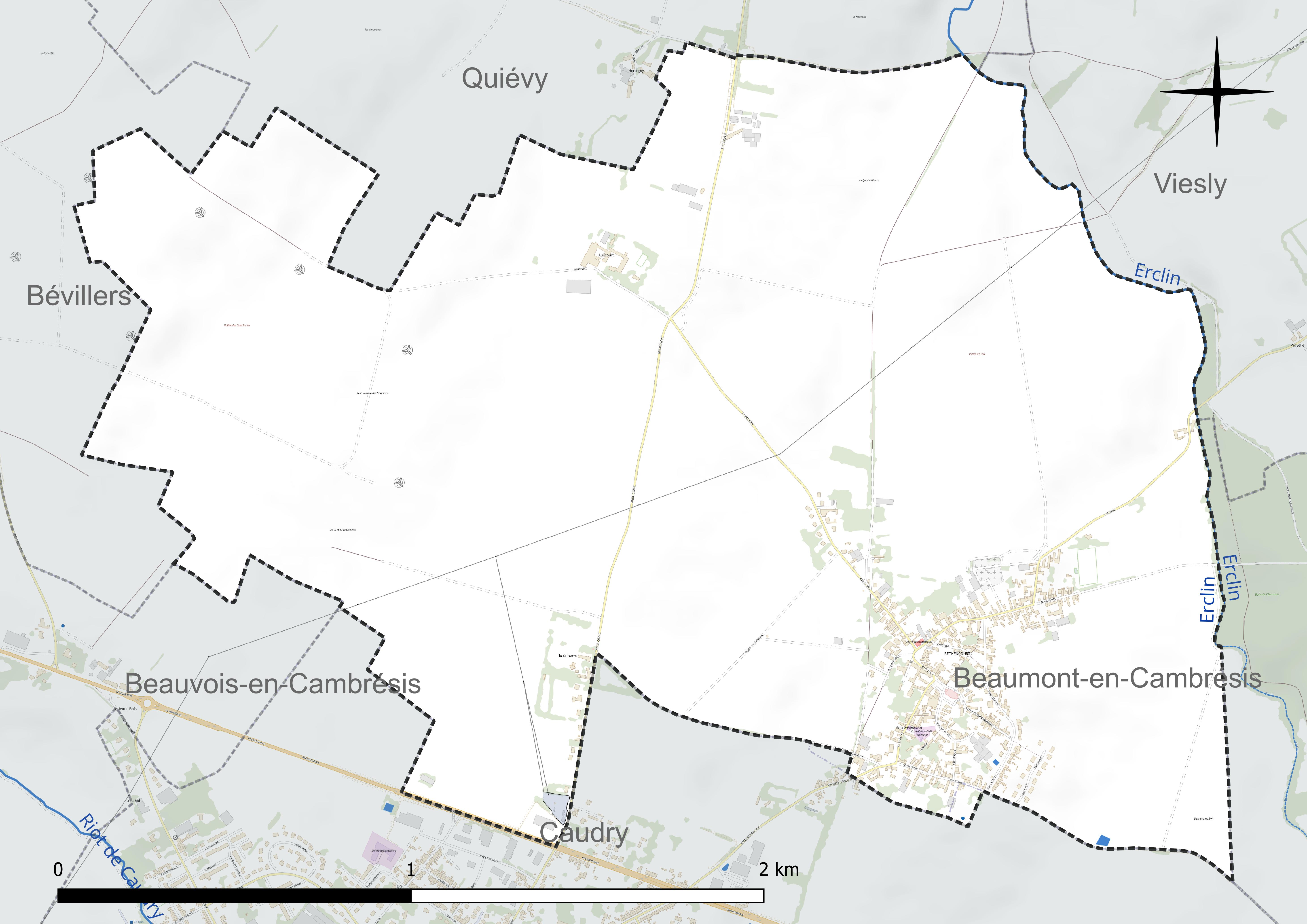
Réseau hydrographique de Béthencourt.

#### Gestion et qualité des eaux
Le territoire communal est couvert par le schéma d'aménagement et de gestion des eaux (SAGE) « Escaut ». Ce document de planification concerne un territoire de 2 005 km2 de superficie, délimité par le bassin versant de l'Escaut. Le périmètre a été arrêté le 9 juin 2006 et le SAGE proprement dit a été approuvé le 13 juillet 2021. La structure porteuse de l'élaboration et de la mise en œuvre est le syndicat mixte Escaut et Affluents (SyMEA).
La qualité des cours d'eau peut être consultée sur un site dédié géré par les agences de l'eau et l'Agence française pour la biodiversité.

### Climat
Pour des articles plus généraux, voir Climat des Hauts-de-France et Climat du Nord.
En 2010, le climat de la commune est de type climat océanique dégradé des plaines du Centre et du Nord, selon une étude du CNRS s'appuyant sur une série de données couvrant la période 1971-2000. En 2020, Météo-France publie une typologie des climats de la France métropolitaine dans laquelle la commune est dans une zone de transition entre le climat océanique et le climat océanique altéré et est dans la région climatique Nord-est du bassin Parisien, caractérisée par un ensoleillement médiocre, une pluviométrie moyenne régulièrement répartie au cours de l'année et un hiver froid (3 °C).
Pour la période 1971-2000, la température annuelle moyenne est de 10 °C, avec une amplitude thermique annuelle de 14,8 °C. Le cumul annuel moyen de précipitations est de 743 mm, avec 12,2 jours de précipitations en janvier et 9,1 jours en juillet. Pour la période 1991-2020, la température moyenne annuelle observée sur la station météorologique la plus proche, située sur la commune de Valenciennes à 25 km à vol d'oiseau, est de 11,0 °C et le cumul annuel moyen de précipitations est de 694,1 mm,. Pour l'avenir, les paramètres climatiques de la commune estimés pour 2050 selon différents scénarios d'émission de gaz à effet de serre sont consultables sur un site dédié publié par Météo-France en novembre 2022.

## Urbanisme

### Typologie
Au 1er janvier 2024, Béthencourt est catégorisée ceinture urbaine, selon la nouvelle grille communale de densité à sept niveaux définie par l'Insee en 2022.
Elle appartient à l'unité urbaine de Caudry, une agglomération intra-départementale regroupant quatre  communes, dont elle est une commune de la banlieue,,. Par ailleurs la commune fait partie de l'aire d'attraction de Caudry, dont elle est une commune de la couronne,. Cette aire, qui regroupe 17 communes, est catégorisée dans les aires de moins de 50 000 habitants,.

### Occupation des sols

Plan de Béthencourt.

L'occupation des sols de la commune, telle qu'elle ressort de la base de données européenne d'occupation biophysique des sols Corine Land Cover (CLC), est marquée par l'importance des territoires agricoles (92,3 % en 2018), en diminution par rapport à 1990 (93,8 %). La répartition détaillée en 2018 est la suivante : 
terres arables (92,2 %), zones urbanisées (7,7 %), prairies (0,1 %). L'évolution de l'occupation des sols de la commune et de ses infrastructures peut être observée sur les différentes représentations cartographiques du territoire : la carte de Cassini (XVIIIe siècle), la carte d'état-major (1820-1866) et les cartes ou photos aériennes de l'IGN pour la période actuelle (1950 à aujourd'hui).

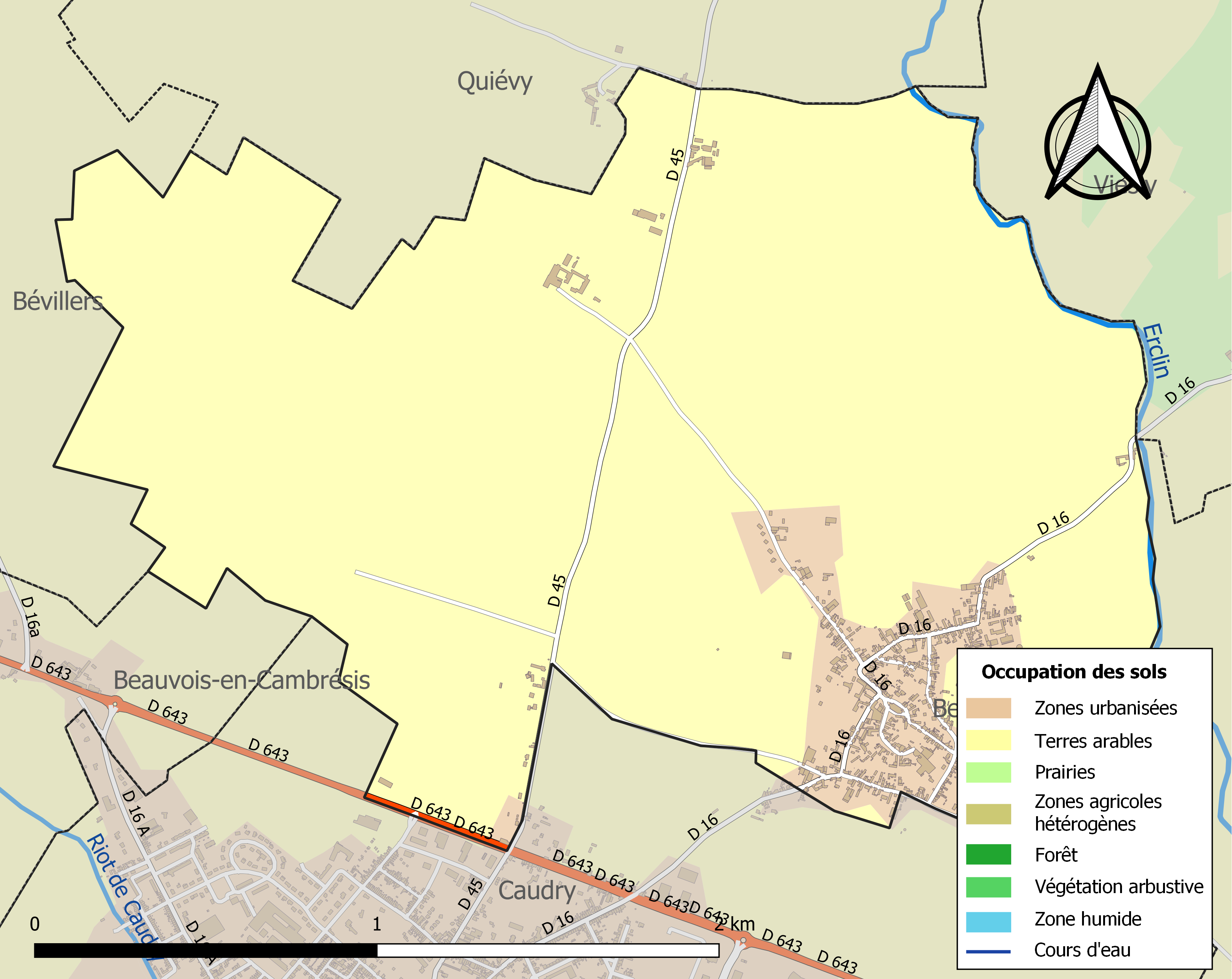
Carte des infrastructures et de l'occupation des sols de la commune en 2018 (CLC).

### Habitat et logement
En 2019, le nombre total de logements dans la commune était de 311, alors qu'il était de 319 en 2014 et de 299 en 2009.
Parmi ces logements, 92,8 % étaient des résidences principales, 0,3 % des résidences secondaires et 6,8 % des logements vacants. Ces logements étaient pour 99 % d'entre eux des maisons individuelles et pour 1 % des appartements.
Le tableau ci-dessous présente la typologie des logements à Béthencourt en 2019 en comparaison avec celle du Nord et de la France entière. Une caractéristique marquante du parc de logements est ainsi une proportion de résidences secondaires et logements occasionnels (0,3 %) inférieure à celle du département (1,6 %) mais supérieure à celle de la France entière (9,7 %). Concernant le statut d'occupation de ces logements, 80,4 % des habitants de la commune sont propriétaires de leur logement (81,4 % en 2014), contre 54,7 % pour le Nord et 57,5 pour la France entière.
| Typologie                                               | Béthencourt | Nord | France entière |
| ------------------------------------------------------- | ----------- | ---- | -------------- |
| Résidences principales (en %)                           | 92,8        | 90,6 | 82,1           |
| Résidences secondaires et logements occasionnels (en %) | 0,3         | 1,6  | 9,7            |
| Logements vacants (en %)                                | 6,8         | 7,8  | 8,2            |

En 2019 la part de résidences principales datant d'avant 1945 s'élevait à 62,2 %. Pour les constructions plus récentes, 21,7 % des logements dataient d'entre 1946 et 1990 et 16,1 % d'après 1990

### Voies de communication et transports
Béthencourt est située sur la route départementale no 16 de Briastre à Aubencheul-aux-Bois.
En 2012, la commune est desservie par deux lignes du réseau CambrésiX, groupement composé de six entreprises de transport locales, vers Avesnes-les-Aubert, Famars via Solesmes, et Caudry.
La station de chemin de fer  la plus proche est la gare de Caudry, desservie par des trains TER Hauts-de-France, qui effectuent des missions entre les gares : de Saint-Quentin, ou de Busigny, et de Douai, voire de Lille-Flandres ; de Busigny et de Cambrai. Elle est également desservie par un train TER assurant un aller-retour quotidien entre Paris-Nord et Cambrai.

## Toponymie
Le nom de la localité est attesté sous les formes Bethencorth au Xe siècle, Bethuncurth en 1110.
De nombreux noms de communes du Cambrésis (et du nord de la France, de la Belgique jusqu'à la Normandie) sont terminés par l'appellatif toponymique -court. Cet appellatif est issu du bas latin curtis ou plutôt du gallo-roman *CORTE (> ancien français cort, curt > français cour), qui désigne un domaine rural ou un enclos autour d'une habitation et qui a été utilisé par les Germains, notamment les Francs, à l'époque de leur installation en Gaule antérieurement à -ville. Il témoigne effectivement d'un processus de romanisation, puisqu'il traduit le germanique hof, -en (autrement graphié -hov, -en). Ainsi a-t-il pour équivalent Bettenhoven en Belgique et aussi lieu-dit à Titz (Rhénanie-Westphalie du Nord, Allemagne). Le domaine rural désigné à l'époque mérovingienne par ces noms constituait, le plus souvent, un véritable village. Le nom de ces villages est généralement formé d'un anthroponyme germanique au cas régime, celui du propriétaire du domaine, auquel est adjoint l'élément -court : ainsi Béthencourt serait le domaine ou la ferme de Betto (Bet(te) au cas sujet, cf. Betteville et Betton au cas régime cf. l'homonyme Bettoncourt).

## Histoire

### Antiquité
À l'époque gallo-romaine, le lieu appartient à la cité des Nerviens, dont la première capitale, Bavay, est remplacée par Cambrai au IVe siècle.
Des vestiges de constructions présumées gallo-romaines ont été mis au jour près du ravin d'Herpignies et de la route de Caudry.

### Moyen Âge
Un château-fort en bois, édifié dans le bois de Clermont, à deux kilomètres au nord du village, est détruit avant 1186. Il est reconstruit en pierre, entouré de douves et doté de quatre tours d'angle.

### Temps modernes
Devenu au XVe siècle la propriété de la famille d'Esclaibes, le château est détruit à trois reprises : en 1554, les soldats d'Henri II le pillent et y mettent le feu après que le roi y a logé ; en 1642, le château défendu par les Espagnols est assiégé et partiellement détruit par les Français ; en 1651, les troupes du maréchal d'Aumont le détruisent presque complètement.
Vers 1730, une demeure est édifiée sur les ruines, en brique et pierre, composée de deux logis disposés en "L", un pavillon indépendant cantonnant l'angle extérieur de ce "L". L'ensemble se trouve sur un terre-plein maçonné, cerné de douves en eau et desservi par un pont dormant.
Des souterrains refuges ont été découverts sous le village.

### Révolution française et Empire
Lors de la Révolution française, le dernier seigneur de Clermont est Louis-Charles-Joseph d'Esclaibes de Clairmont d'Avranville, député aux États généraux de 1789, puis émigré.
Vendu comme bien national, le château passe entre différentes mains.

### Époque contemporaine
Sous le Second Empire, il appartient au député-maire de Cambrai, Édouard Parsy, mort en 1876, auquel succède sa fille, Louise Parsy (1857-1900), épouse de Louis Robert de Beauchamp, fils de Louis Evariste Robert de Beauchamp. Vendu après sa mort, il reste soigneusement entretenu jusqu'en 1945. De 1913 à 1928, il abrite les colonies de vacances "Pro vita", créées à Valenciennes en 1912.

Béthencourt avant la Première Guerre mondiale
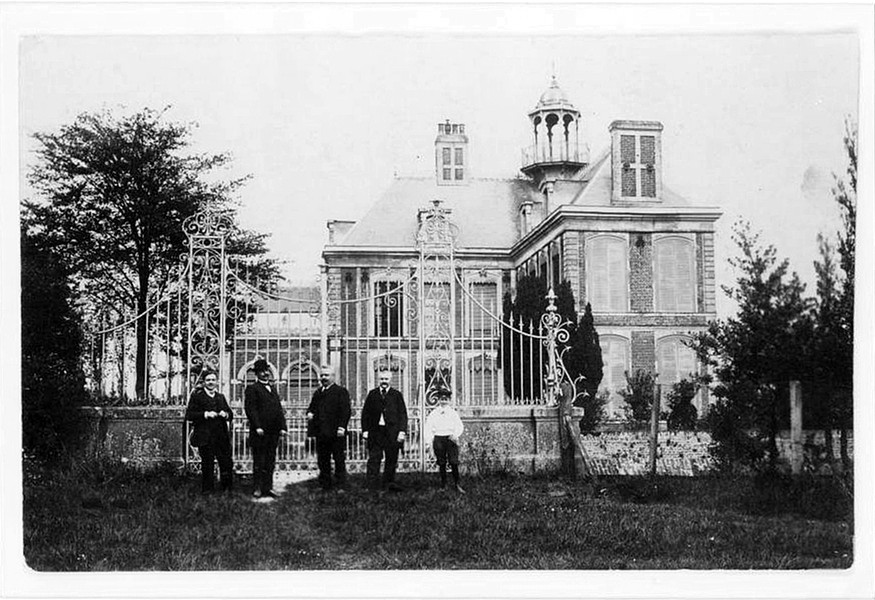
Le château.
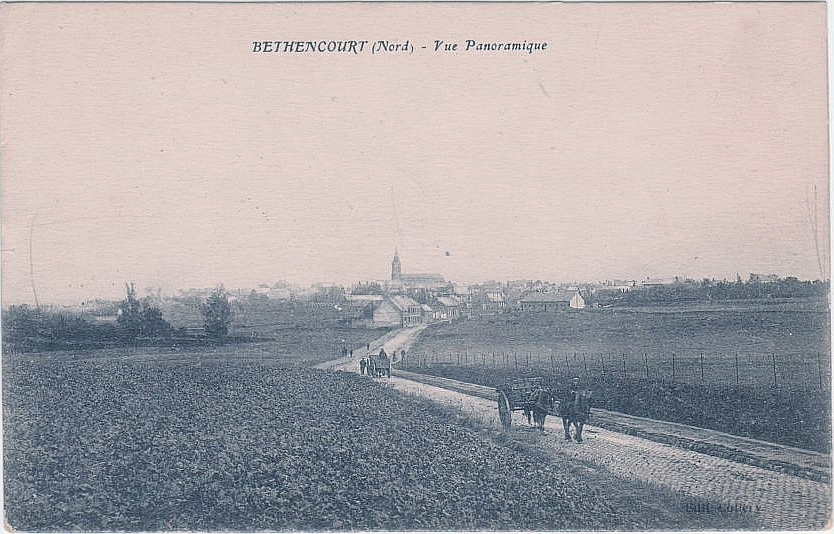
Perspective sur le village.

Au début de la Première Guerre mondiale, un hôpital allemand fonctionne dans le village en août et septembre 1914,

#### Depuis la Seconde Guerre mondiale
À nouveau vendu en 1946 et abandonné, puis tombant en ruines, le château est détruit en 2007.
La grille d'entrée en fer forgé, datant de 1863, est le seul vestige et a été réinstallée à l'entrée d'une ferme du village.
Éloigné du bourg de Béthencourt, comme de celui d'Inchy, auquel il est rattaché à partir de 1780, le château de Clermont comportait une chapelle particulière, reconstruite pour la dernière fois en 1780. On remarquait aussi à proximité un colombier en brique et pierre, à deux pignons en pas de moineaux, également disparu.

## Politique et administration

### Rattachements administratifs et électoraux

#### Rattachements administratifs
La commune se trouve dans l'arrondissement de Cambrai du département du Nord.
Au cours de la Révolution française, Béthencourt est rattachée au canton d'Estourmel dans le district de Cambrai, en 1793, puis, depuis 1801, au canton de Carnières. Dans le cadre du redécoupage cantonal de 2014 en France, cette circonscription administrative territoriale a disparu, et le canton n'est plus qu'une circonscription électorale.

#### Rattachements électoraux
Pour les élections départementales, la commune fait partie depuis 2014 du canton de Caudry
Pour l'élection des députés, elle fait partie de la douzième circonscription du Nord.

### Intercommunalité
Béthencourt  était membre de la communauté de communes du Caudrésis, un établissement public de coopération intercommunale (EPCI) à fiscalité propre créé en 1993 et auquel la commune avait transféré un certain nombre de ses compétences, dans les conditions déterminées par le code général des collectivités territoriales.
Cette intercommunalité a fusionné avec la communauté de communes du Pays de Matisse pour former, le 1er janvier 2010, la communauté de communes du Caudrésis – Catésis, qui s'est étendue en 2019 à d'autres communes, et s'est transformée en communauté d'agglomération en 2019 sous son nom actuel de communauté d'agglomération du Caudrésis - Catésis, dont est désormais membre la commune.

### Tendances politiques et résultats
Au deuxième tour de l'élection présidentielle de 2007, 54,55 % des électeurs ont voté pour Nicolas Sarkozy (UMP), et 45,45 % pour Ségolène Royal (PS), avec un taux de participation de 87,71 %.
Au deuxième tour des élections législatives de 2007, 50,81 % des électeurs de Béthencourt ont voté pour Marie-Sophie Lesne (UMP) (47,22 % dans la 22e circonscription du Nord), 49,19 % pour Christian Bataille (PS) (52,78 % dans la circonscription), avec un taux de participation de 71,72 % à Béthencourt et de 63,90 % dans la circonscription.
Aux élections européennes de 2009, les deux meilleurs scores à Béthencourt étaient ceux de la liste de la majorité présidentielle conduite par Dominique Riquet, qui a obtenu 60 suffrages soit 23,17 % des suffrages exprimés (département du Nord 24,57 %), et de la liste du Parti socialiste conduite par Gilles Pargneaux, qui a obtenu 44 suffrages soit 16,99 % des suffrages exprimés (département du Nord 19,55 %), pour un taux de participation de 52,33 %.
Au deuxième tour des élections régionales de 2010, 43,37 % des suffrages exprimés sont allés à la liste conduite par Daniel Percheron (PS), 32,07 % à celle de Valérie Létard (UMP), et 24,60 % à la liste FN de Marine Le Pen, pour un taux de participation de 62,14 %.
Au premier tour de l'élection présidentielle de 2012, les quatre candidats arrivés en tête à Béthencourt sont Nicolas Sarkozy (UMP, 27,02 %), Marine Le Pen (FN, 27,02 %), François Hollande (PS, 23,75 %) et Jean-Luc Mélenchon (Front de gauche, 9,37 %) avec un taux de participation de 87,97 %.
Au premier tour de l'élection présidentielle de 2007, les quatre candidats arrivés en tête sont Marine Le Pen (39,28 % des suffrages exprimés), François Fillon (20,99 %), Emmanuel Macron (13,54 %) et Jean-Luc Mélenchon (11,74 %). Au second tour, les électeurs ont choisi Marine Le Pen à 62,99 % et Emmanuel Macron à 37,31 %. 16,17 % des électeurs se sont alors abstenus.
Au premier tour de l'élection présidentielle de 2022, les quatre candidats arrivés en tête sont Marine Le Pen (45,26 % des suffrages exprimés), Emmanuel Macron (19,91 %), Jean-Luc Mélenchon (11,37 %) et Éric Zemmour (5,92 %). Au second tour, les électeurs ont choisi Marine Le Pen à 68,32 % et Emmanuel Macron à 31,68 %. 19,14 % des électeurs se sont alors abstenus.

### Administration municipale
La population de la commune étant comprise entre 500 et 1 500 habitants, son conseil municipal compte 15 membres.

### Liste des maires
Maire en 1881 : Dubois.
| Période                                  | Période                         | Identité                  | Étiquette | Qualité                                 |
| ---------------------------------------- | ------------------------------- | ------------------------- | --------- | --------------------------------------- |
| Les données manquantes sont à compléter. |                                 |                           |           |                                         |
| avant 1802                               | 1808                            | Placide Bricout           |           |                                         |
| Les données manquantes sont à compléter. |                                 |                           |           |                                         |
| avant 1890                               |                                 | Alphonse Dubois           |           |                                         |
| Les données manquantes sont à compléter. |                                 |                           |           |                                         |
| 1919                                     | 1949                            | Juste Collery (1894-1949) | SFIO      | Conseiller d'arrondissement (1926-1928) |
| Les données manquantes sont à compléter. |                                 |                           |           |                                         |
| avant 1958                               |                                 | Irène Tamboise            | MRP       |                                         |
| Les données manquantes sont à compléter. |                                 |                           |           |                                         |
| mars 1983                                | 2014                            | Paul Souply               | DVD       |                                         |
| 2014                                     | mai 2020                        | Christian Payen           | DVD       | Chef d'entreprise                       |
| mai 2020,                                | En cours (au 13 septembre 2022) | Paul Souply               | DVD       |                                         |

## Équipements et services publics

### Enseignement
Béthencourt est rattachée à l'inspection académique du Nord dans l'académie de Lille.
La commune gère l'école primaire publique du Printemps.
Les établissements d'enseignement secondaire les plus proches sont à Caudry.

### Santé
En 2012, un médecin généraliste est installé à Béthencourt. Les hôpitaux les plus proches sont les centres hospitaliers du Cateau-Cambrésis et de Cambrai.

### Justice, sécurité, secours et défense
La commune de Béthencourt est dans le ressort de la cour d'appel de Douai, du tribunal de grande instance, du tribunal d'instance et du conseil de prud'hommes de Cambrai, et à la suite de la réforme de la carte judiciaire engagée en 2007, du tribunal de commerce de Douai.

## Population et société

### Démographie

#### Évolution démographique
L'évolution du nombre d'habitants est connue à travers les recensements de la population effectués dans la commune depuis 1793. Pour les communes de moins de 10 000 habitants, une enquête de recensement portant sur toute la population est réalisée tous les cinq ans, les populations de référence des années intermédiaires étant quant à elles estimées par interpolation ou extrapolation. Pour la commune, le premier recensement exhaustif entrant dans le cadre du nouveau dispositif a été réalisé en 2006.

En 2022, la commune comptait 697 habitants, en évolution de −6,94 % par rapport à 2016 (Nord : +0,51 %, France hors Mayotte : +2,11 %).
| 1793 | 1800 | 1806 | 1821 | 1831  | 1836  | 1841  | 1846  | 1851  |
| ---- | ---- | ---- | ---- | ----- | ----- | ----- | ----- | ----- |
| 726  | 611  | 622  | 850  | 1 040 | 1 095 | 1 132 | 1 216 | 1 236 |

| 1856  | 1861  | 1866  | 1872  | 1876  | 1881  | 1886  | 1891  | 1896  |
| ----- | ----- | ----- | ----- | ----- | ----- | ----- | ----- | ----- |
| 1 299 | 1 397 | 1 473 | 1 511 | 1 545 | 1 463 | 1 489 | 1 498 | 1 514 |

| 1901  | 1906  | 1911  | 1921  | 1926  | 1931  | 1936  | 1946  | 1954  |
| ----- | ----- | ----- | ----- | ----- | ----- | ----- | ----- | ----- |
| 1 443 | 1 466 | 1 471 | 1 270 | 1 265 | 1 203 | 1 141 | 1 044 | 1 037 |

| 1962 | 1968 | 1975 | 1982 | 1990 | 1999 | 2006 | 2011 | 2016 |
| ---- | ---- | ---- | ---- | ---- | ---- | ---- | ---- | ---- |
| 988  | 933  | 839  | 766  | 694  | 677  | 717  | 760  | 749  |

| 2021 | 2022 | - | - | - | - | - | - | - |
| ---- | ---- | - | - | - | - | - | - | - |
| 716  | 697  | - | - | - | - | - | - | - |

#### Pyramide des âges
La population de la commune est relativement jeune.
En 2018, le taux de personnes d'un âge inférieur à 30 ans s'élève à 36,1 %, soit en dessous de la moyenne départementale (39,5 %). À l'inverse, le taux de personnes d'âge supérieur à 60 ans est de 21,1 % la même année, alors qu'il est de 22,5 % au niveau départemental.
En 2018, la commune comptait 382 hommes pour 369 femmes, soit un taux de 50,87 % d'hommes, largement supérieur au taux départemental (48,23 %).
Les pyramides des âges de la commune et du département s'établissent comme suit.
| Hommes | Classe d’âge | Femmes |
| ------ | ------------ | ------ |
| 0,5    | 90 ou +      | 0,5    |
| 3,2    | 75-89 ans    | 6,5    |
| 15,0   | 60-74 ans    | 16,4   |
| 27,1   | 45-59 ans    | 17,1   |
| 17,8   | 30-44 ans    | 23,6   |
| 14,2   | 15-29 ans    | 11,4   |
| 22,2   | 0-14 ans     | 24,4   |

| Hommes | Classe d’âge | Femmes |
| ------ | ------------ | ------ |
| 0,5    | 90 ou +      | 1,4    |
| 5,3    | 75-89 ans    | 8,1    |
| 14,8   | 60-74 ans    | 16,2   |
| 19,1   | 45-59 ans    | 18,4   |
| 19,5   | 30-44 ans    | 18,7   |
| 20,7   | 15-29 ans    | 19,1   |
| 20,2   | 0-14 ans     | 18     |

### Manifestations culturelles et festivités
La fête communale a lieu le premier dimanche de septembre.

### Cultes
Les Béthencourtois disposent d'un lieu de culte catholique, l'église Notre-Dame-de-l'Assomption, qui fait partie de la paroisse Sainte-Maxellende en Cambrésis dans le diocèse de Cambrai.

## Économie

### Revenus de la population et fiscalité
En 2010, le revenu fiscal médian par ménage était de 27 746 €, ce qui plaçait Béthencourt au 18 162e rang parmi les 31 525 communes de plus de 50 ménages en métropole.

### Emploi
Béthencourt se trouve dans le bassin d'emploi du Cambrésis. L'agences Pôle emploi pour la recherche d'emploi la plus proche est localisée à Caudry.
En 2008, la population de Béthencourt se répartissait ainsi : 73,8 % d'actifs, ce qui est supérieur au 71,6 % d'actifs de la moyenne nationale et 9,2 % de retraités, un chiffre supérieur au taux national de 8,5 %. Le taux de chômage était de 11,3 % contre 9,8 % en 1999.

### Entreprises et commerces
Béthencourt bénéficie de la proximité de Caudry et de ses entreprises textiles. En 2012, les fabricants de dentelles Villette et Machu y emploient une centaine de personnes. La commune dispose d'une boulangerie. La zone commerciale nord de Caudry n'est qu'à un kilomètre environ du village.
Au 31 décembre 2009, Béthencourt comptait 32 établissements.
Répartition des établissements par domaines d'activité au 31 décembre 2009
|                             | Ensemble | Agriculture | Industrie | Construction | Commerce | Services |
| --------------------------- | -------- | ----------- | --------- | ------------ | -------- | -------- |
| Nombre d'établissements     | 32       | 9           | 6         | 2            | 12       | 3        |
| %                           | 100 %    | 28,1 %      | 18,8 %    | 6,3 %        | 37,5 %   | 9,4 %    |
| Sources des données : INSEE |          |             |           |              |          |          |

## Culture locale et patrimoine

### Lieux et monuments
- L'église Notre-Dame de l'Assomption a été construite entre 1866 et 1881[55].

- Le portail et sa grille datant de 1863 sont les seuls vestiges de l'ancien château de Clermont, détruit en 2007. Ils sont réinstallés à l'entrée d'une ferme sur la place de l'église[56].

- Le cimetière militaire britannique Bethencourt Communal Cemetery, jouxtant le cimetière communal contient dans sa partie nord-est 80 tombes de soldats victimes de la Première Guerre mondiale. Il est administré par la Commonwealth War Graves Commission[26],[27].

- La Déesse de la poésie, gisant du caveau familial du poète Alphonse Tilmant
Alphonse Tilmant (1890-1967) est né à Béthencourt. Il a écrit le poème « A la gloire de Béthencourt » en février 1928[41].

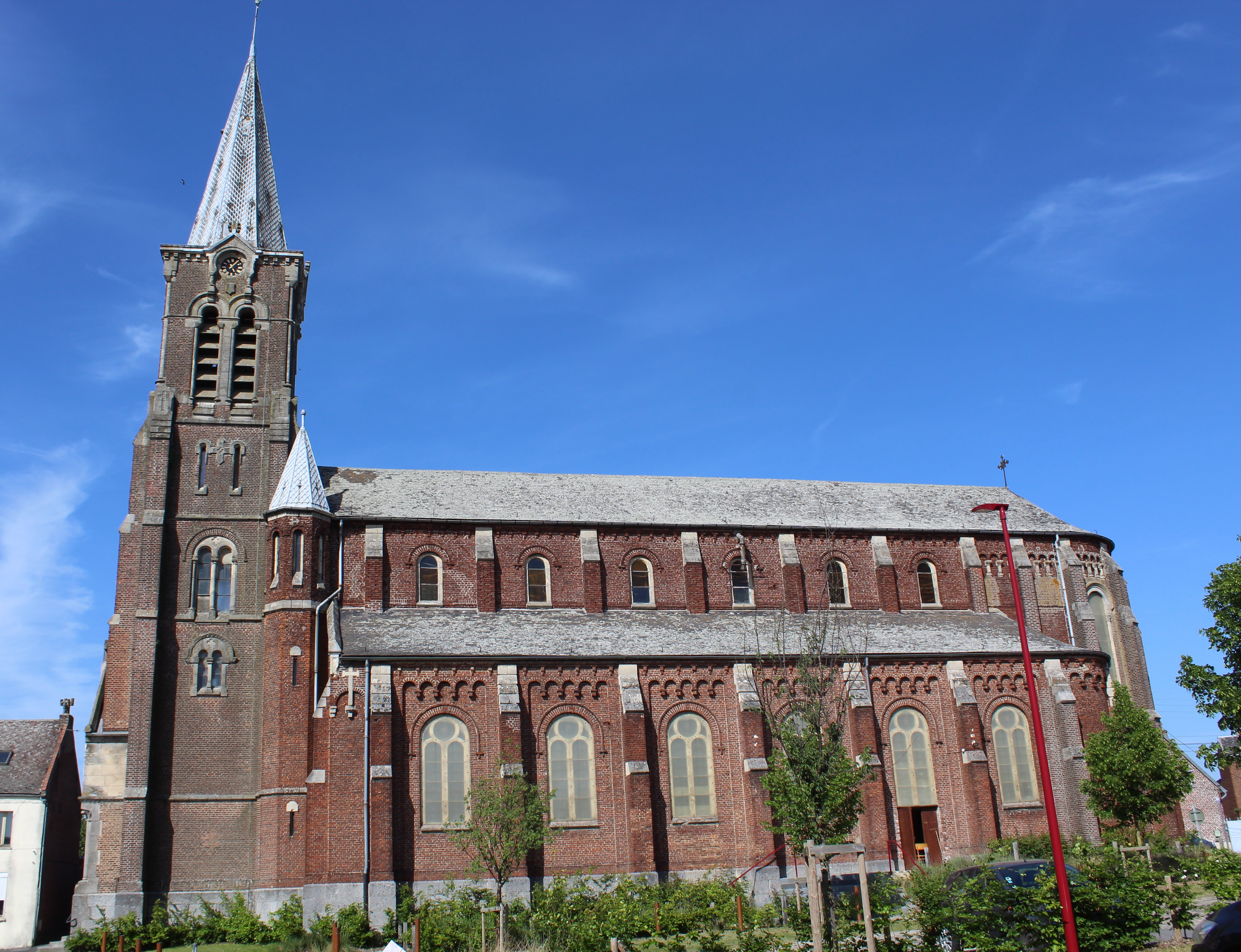
L'église.
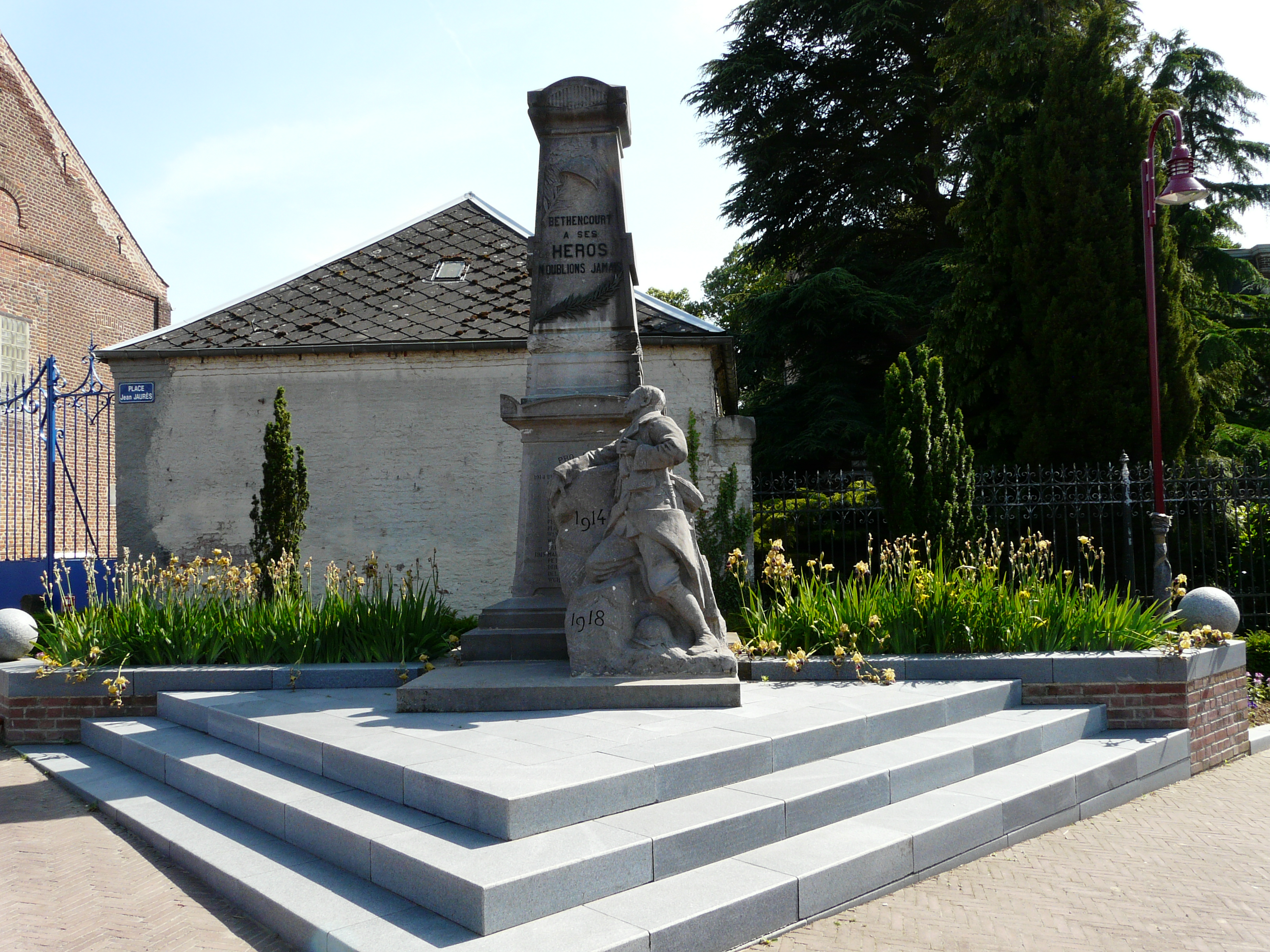
Monument aux morts
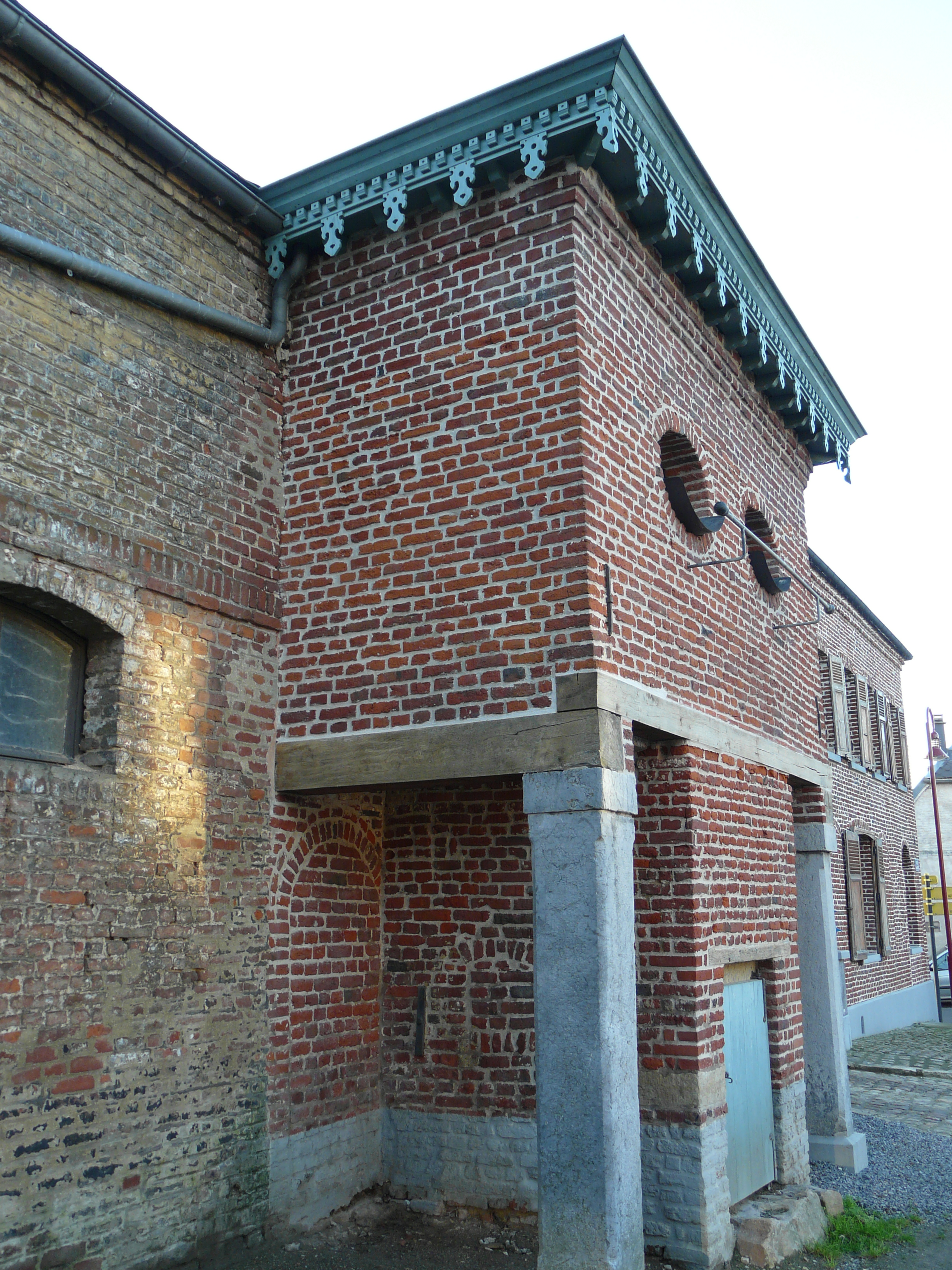
Pigeonnier
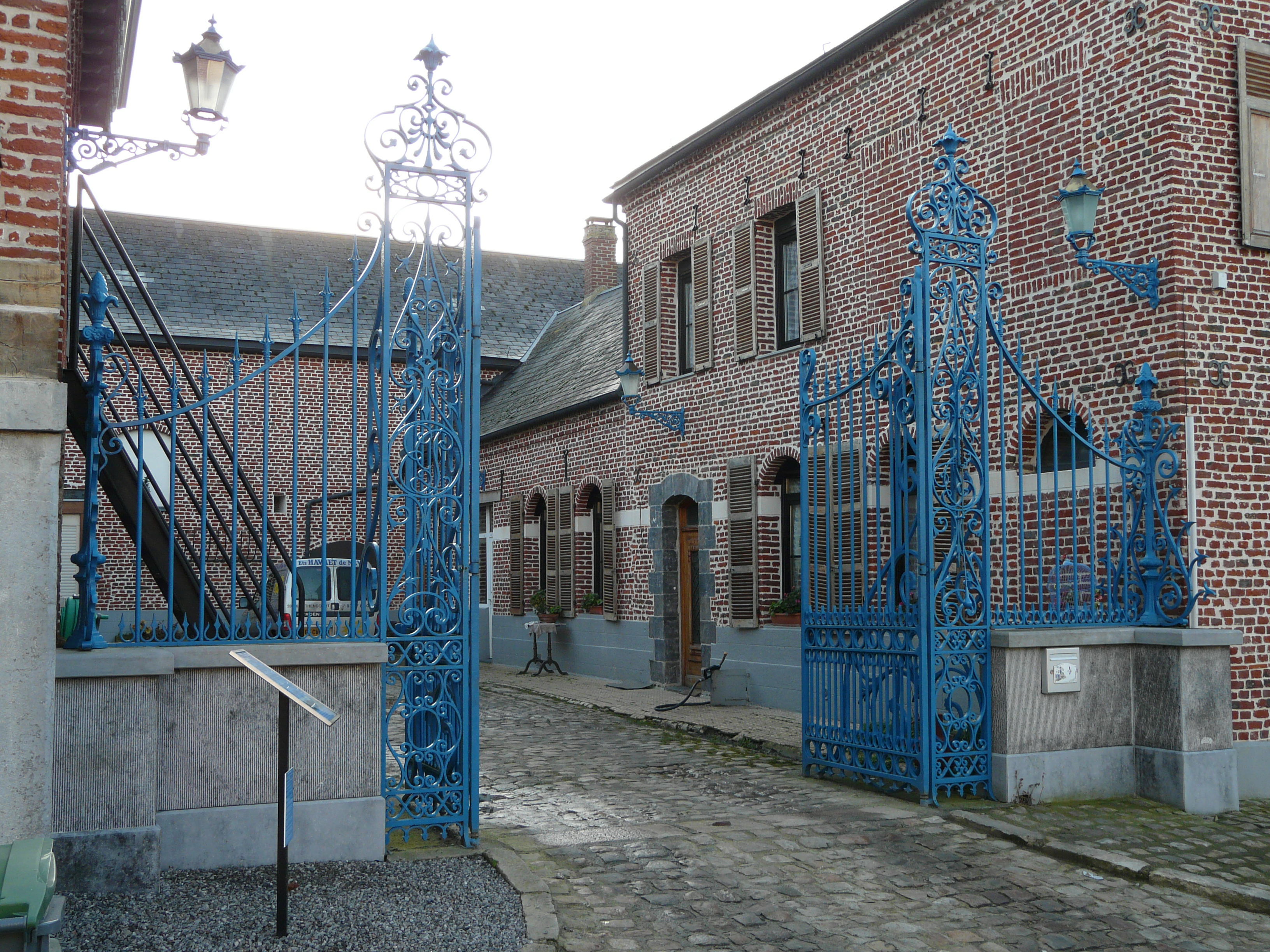
Grille de l'ancien château de Clermont
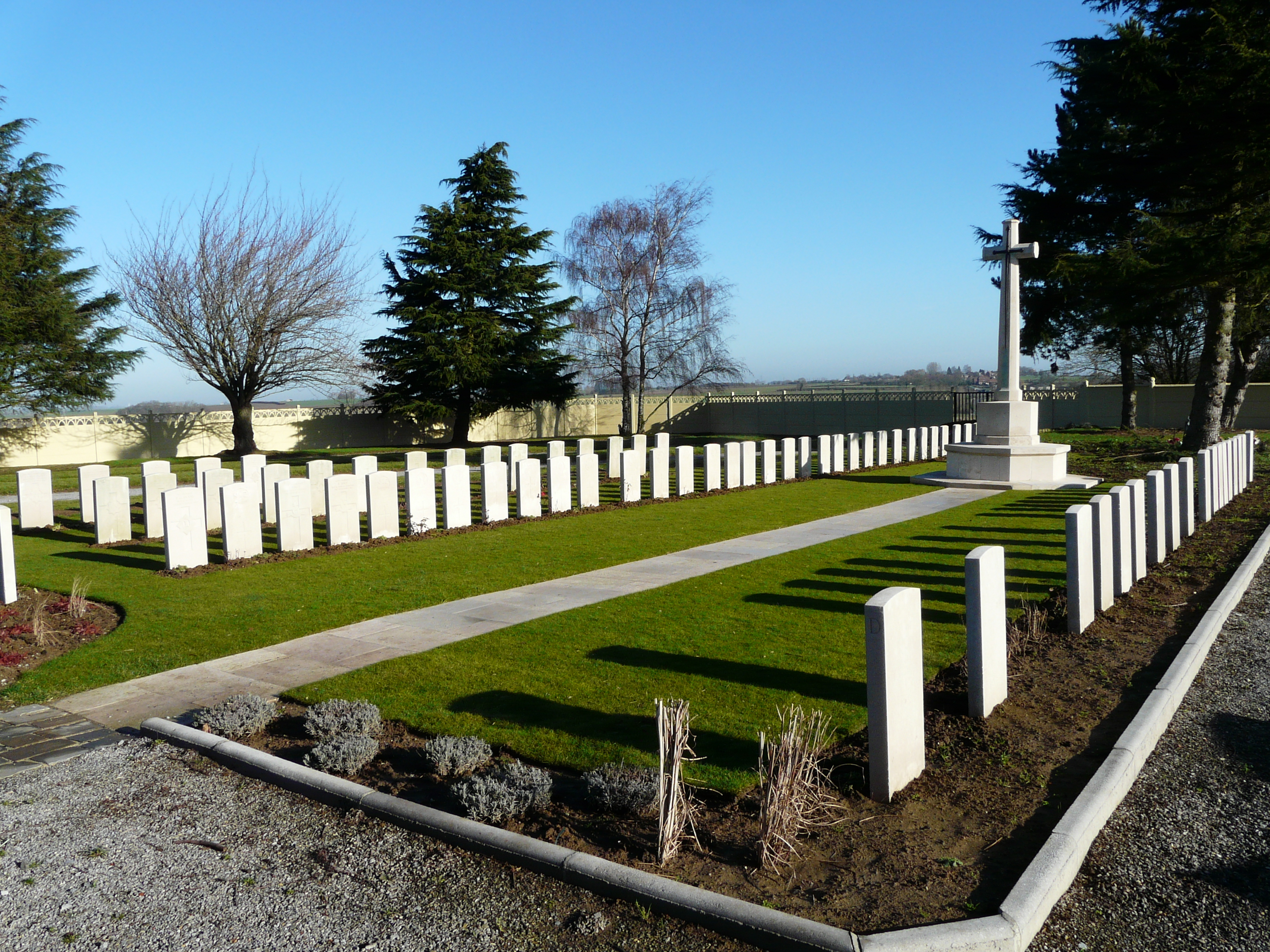
Le cimetière britannique de Béthencourt

### Personnalités liées à la commune
- Louis-Charles-Joseph d'Esclaibes de Clairmont d'Avranville (1746-1818), homme politique, né au château de Clairmont
- Édouard Parsy (1829-1876) propriétaire du château de Clermont
- Jules Regnault (1834-1894), économiste français, né à Béthencourt et mort à Paris.
- Charles Frémicourt (1877-1967), magistrat français, né à Lens et mort à Béthencourt.

### Héraldique
| Blason de Béthencourt | Blason  | De sable à dix losanges d'or accolées et aboutées, 3, 3, 3 et 1. |
| Blason de Béthencourt | Détails | Le statut officiel du blason reste à déterminer.                 |

## Pour approfondir